# فرناز قاضي زاده
فرناز قاضي زاده (بافارسية: فرناز قاضی‌زاده، ولدت في 3 ديسمبر 1974)، هي صحفية ومذيعة إيرانية. هي تعمل كمقدم برامج إخبارية في قناة البي بي سي الفارسية. قاضي زادة تزوجت من الصحفي «سينا مطلبي» في عام 1999.